# Новый дворец (Потсдам)
Новый дворец в Потсдаме (нем. Neues Palais) — дворец в стиле позднего барокко, возведённый в 1763—1769 годах по желанию Фридриха Великого на западном краю парка Сан-Суси для официальных приёмов. Считается последним примером стиля барокко в Пруссии.
В качестве музея входит в «Фонд прусских дворцов и садов Берлина — Бранденбурга». Некоторые кампусы Потсдамского университета расположены в здании дворца.

## История
Проект и место для дворца Фридрих II выбрал ещё до Семилетней войны. Предпочтение вместо фридерицианского рококо отдавалось палладианству. За основу взяты английский Замок Говард и голландский дом Кловенирсбюргваль № 29, который в мирное время в Нидерландах впечатлил Фридриха. Строительство началось после окончания войны, в память о которой напротив установлены 24-метровые триумфальные ворота. Здание выполнено более сдержанно, без излишества скульптур и украшений, чтобы, по определению самого Фридриха, это не выглядело «Fanfaronade» (хвастовством и позёрством). Здание украшают три Грации: Аглая (красота), Евфросина (радость), Талия (изобилие). С апреля по октябрь приглашённые высокопоставленные гости и родственники короля посещали торжественные церемонии и внутренний театр по случаю окончания строительства пышного дворца и демонстрации политической силы. Незамужняя сестра короля Анна-Амалия выступила в качестве хозяйки дома, поскольку королева Елизавета Кристина, согласно желанию её супруга, не присутствовала.
После смерти короля Фридриха в 1786 году дворец редко использовался для официальных церемоний. В 1859 году кронпринц Фридрих Вильгельм, будущий император Фридрих III жил здесь в летние месяцы с семьёй. Во время своего 99-дневного правления (9 марта — 15 июня 1888) переименовал дворец во Фридрихскрон (нем. Schloß Friedrichskron) и велел выкопать вокруг него ров. Его сын последний император Вильгельм II оснастил дворец паровым отоплением и электрическим освещением, в некоторых покоях устроены ванные комнаты, а в 1903 году у северной лестницы установлен лифт. До 1918 года дворец оставался летней резиденцией германского императора и его супруги Августы Виктории, и экскурсии были невозможны. После Ноябрьской революции 1918 года и отречения кронпринца Вильгельма в 1919 году дворец превращён в музей. После Второй мировой войны дворцу теперь вернули облик фридерицианского рококо.

## Архитектура
Фридрих Великий придерживался стиля барокко до конца своих дней, хотя в Европе набирал популярность классицизм, и потому в отличие от барочного дворца Сан-Суси он планировал строительство нового дворца в том же стиле, но с некоторыми новациями. Уже выстроивший Китайский чайный домик и Картинную галерею в Сан-Суси Йоханн Готтфрид Бюринг получил заказ на проектирование гостевого дворца, в чём ему помогал Генрих  Людвиг Мангер. Из-за разногласий проект передали Карлу фон Гонтарду, который заканчивал общий проект и оформление интерьеров.
В результате Новый дворец представляет собой трёхэтажное здание с фронтоном и фасадом протяжённостью 220 м и 55-метровым куполом. Его стиль можно определить как классицизирующее барокко переходного периода, что характерно для архитектуры Пруссии, Саксонии и Австрии того времени. Пилястровый ордер и французские окна в сочетании с круглыми окнами третьего этажа, симметричная композиция из трёх ризалитов с курдонёром и многое другое усиливают образ классцистического здания.
Внешние стены имитируют красную кирпичную кладку за исключением южного крыла с королевскими покоями (Königswohnung), где стены выложены из натурального кирпича. Для украшения экстерьера дворца использовано 267 статуй скульпторов Йоханна Петера Бенкерта, Готлиба Хаймюллера, братьев Йоханна Дэвида Рэнтца и Йоханна Лоренца Рэнтца.
Особенно интересны интерьеры дворца, оформленные в разных стилях: рокайльном, барочно-рокайльном и классицизирующем. Два плафона для Мраморного зала дворца написал французский живописец нидерландского происхождения Ш. А. Ф. ван Лоо: «Вознесение великого курфюрста на Олимп» (1751, потерян во время войны) и «Введение Ганимеда на Олимп» (1768) площадью 240 м². Это самая большая плафонная картина на холсте к северу от Альп.

## Театр
Изюминкой дворца является придворный театр XVIII века, занимающий два этажа отдельного крыла. Цветовая палитра красно-белая с позолотой и лепниной. Королевская ложа отсутствует, поскольку король Фридрих занимал место в третьем ряду. Он не любил немецкое искусство, отдавая предпочтение итальянскому и французскому зодчеству. Сегодня в театре ставятся представления.

## Коммуны
В так называемых «коммунах» (Communs), скопированных с Гран Коммун в Версале, располагались жилые помещения для прислуги, кухни, прочие хозяйственные помещения. В 1769 году появились пристройки к зданию на юге для гвардии и на севере для кастелян. В северном крыле значительно позже разместилась Рейхская школа немецкой службы труда. После Второй мировой войны здесь открыли Бранденбургский колледж (позже Педагогический колледж имени Карла Либкнехта) в Потсдаме. Сегодня здесь располагаются философский факультет, институт математики, физики и спорта Потсдамского университета.

## Мопке
На внутреннем дворе дворца Мопке проводились масштабные фестивали и военные церемонии, куда открывался вид с лестниц и залов «Коммун». В 1896 году Вильгельм II построил под Мопке подземный проход между замком и павильоном.

## Парк
Новый дворец расположен в западной части дворцового парка Сан-Суси, где заканчивается Большая аллея. В момент строительства он вписывался в барочный ландшафт, но претерпел изменения после работы Петера Йозефа Ленне. С тех пор у восточного крыла замка стоят Античный храм и Храм дружбы.

## Галерея
- План дворца
- Вид на дворец сверху
- Новый дворец
- Триумфальные ворота напротив дворца
- Интерьер дворца
- Грот-зал
- Мраморный зал